# Barad-dûr
Barad-dûr (‘torre oscura’ en sindarin) es una torre ficticia descrita en el legendarium del escritor británico J. R. R. Tolkien, que aparece en su novela El Señor de los Anillos, y brevemente en El Silmarillion. Se trata de la fortaleza principal de Sauron, el antagonista de la novela. Está situada en una estribación de las Ered Lithui (‘montañas de ceniza’), al norte de Mordor. Es la torre más alta de la historia de la Tierra Media.

## Etimología y significado del nombre
El nombre Barad-dûr es sindarin, y es un nombre compuesto de Barad (‘torre’) + dûr (‘oscura’), para dar Barad-dûr (‘torre oscura’).
En la lengua negra de Mordor se la conocía como Lugbúrz.

## Descripción
Tolkien describe la Torre Oscura como de una escala tan gigantesca que era casi irreal, aunque no da muchos detalles más allá de su tamaño e impresionante fuerza, y que era a la vez la fortaleza principal para las tropas de Sauron, desde la que se emitían sus órdenes con poderosos cuernos y tambores, arsenal para sus armas; y prisión y horno para sus cautivos. En cualquier caso, se describe como oscura, rodeada de sombras y permanentemente envuelta en negras nieblas, por lo que no puede ser vista con claridad. La primera descripción de Barad-dûr que aparece en El Señor de los Anillos la da Tolkien a través de una visión que Frodo tuvo en Amon Hen, en la que percibió la inmensa torre de la siguiente manera:

Then at last his gaze was held: wall upon wall, battlement upon battlement, black, immeasurably strong, mountain of iron, gate of steel, tower of adamant, he saw it: Barad-dûr, Fortress of Sauron.
Al fin los ojos se le detuvieron y entonces la vio: muro sobre muro, almena sobre almena, negra, inmensamente poderosa, montaña de hierro, puerta de acero, torre de diamante: Barad-dûr, la Fortaleza de Sauron.
— Tolkien, 1993, «La disolución de la Comunidad».

Mucho más avanzada la historia, mientras Frodo y Sam subían por la ladera del Monte del Destino, al descorrerse el velo tenebroso por el cambio en los vientos del mundo, o tal vez por las dudas y temores de Sauron, la lograron entrever por un instante:

...rising black, blacker and darker than the vast shades amid which it stood, the cruel pinnacles and iron crown of the topmost tower of Barad-dûr.
...negros, más negros y tenebrosos que las vastas sombras de alrededor, los pináculos crueles y la corona de hierro de la torre más alta de Barad-dûr.
— Tolkien, 1993, «El Monte del Destino».

Como Tolkien menciona que tiene una «torre más alta», se puede presumir que estaba compuesta por varias torres; cuajadas de múltiples elementos: muros, pináculos, almenas, una «corona» sobre la torre más alta y otros elementos de hierro y acero, como las puertas... todo ello negro y sombrío. Además, el texto menciona un puesto de vigilancia muy alto y dirigido hacia el Monte del Destino, «the Window of the Eye in Sauron’s shadow-mantled fortress», (‘la ventana del Ojo en la fortaleza envuelta en sombras de Sauron’), en la que Frodo y Sam tuvieron una terrible y fugaz visión del Ojo de Sauron. 
Tras la destrucción del Anillo, Frodo y Sam vuelven a ver Barad-dûr, pero esta vez desmoronándose estrepitosamente sobre sus cimientos.

## Historia
Sauron, el Señor Oscuro de Mordor, construyó Barad-dûr con la ayuda del poder del Anillo Único durante la Segunda Edad del Sol. La construcción se prolongó durante seiscientos años, puesto que era la mayor fortaleza edificada en la Tierra Media desde la caída de Angband (algunos dicen que la igualaba o incluso superaba en tamaño), y Sauron empleó gran parte de su propio poder en el empeño. En cualquier caso, en tiempos de Tar-Minastir, el decimoprimer rey de Númenor, Sauron ya había construido la torre y fortificado Mordor, con la finalidad de dominar toda la Tierra Media desde allí.
En lo que fue el último episodio de la Guerra de la Última Alianza entre Elfos y Hombres, vencidas ya las huestes de Sauron en Dagorlad, el ejército comandado por Gil-Galad y Elendil asedió Barad-dûr durante siete años. Sufrieron muchas pérdidas por el fuego, los dardos y las flechas de los sitiados, pero finalmente la tomaron tras la derrota de  Sauron al final de la Segunda Edad.
Fue derribada por los elfos, pero sus cimientos no pudieron ser destruidos, ya que habían sido asentados con el poder del Anillo Único y este seguía existiendo. Isildur cortó el Anillo de la mano de Sauron, pero no quiso destruirlo. Durante un tiempo los Dúnedain montaron guardia junto a los restos de la torre, pero nadie se atrevió a morar en la tierra de Mordor, por causa del terror del recuerdo de Sauron.
Tras su retorno a Mordor miles de años más tarde, en el 2951 T. E., Sauron la reconstruyó rápidamente desde los cimientos que permanecían enterrados. Su lugarteniente en Barad-dûr en esa época era el númenóreano negro conocido como Boca de Sauron. Fue destruida definitivamente con la caída de Sauron, al final de la Tercera Edad, cuando el Anillo cayó al Monte del Destino por Frodo.

## Creación y evolución
Existe una interesante contradicción en los escritos de Tolkien sobre la Torre Oscura: en El Señor de los Anillos, Elrond asevera que sus cimientos «fueron construidos con el poder del Anillo». No se ofrece una explicación detallada de esto en el texto, pero lo que parece interpretarse de esa aseveración es que sin el apoyo del poder del Anillo la cimentación de la Torre era incapaz de soportar el peso de la estructura. De esa manera, al ser destruido el Anillo por Frodo, Barad-dûr se hundió. Sin embargo, en el Apéndice B («La cuenta de los años») Tolkien anota que Sauron empezó la construcción de la Torre hacia el año 1000 S. E., completándola aproximadamente al mismo tiempo que forjaba el Anillo en Sammath Naur, hacia el año 1600 S. E. Esta contradicción de fechas ha llevado a algunos fans a bromear con la idea de que la Torre Oscura debió ser prefabricada por Sauron en elementos modulares a lo largo de 600 años y montada sobre sus cimientos tras la forja del Anillo.

## Adaptaciones
En la trilogía cinematográfica de El Señor de los Anillos dirigida por Peter Jackson, Richard Taylor y su equipo de Weta Workshop construyeron una gran maqueta («maxitura») de 9 m de altura de Barad-dûr para usarla en las películas. Aplicando la escala de trabajo de la maqueta, se puede calcular que altura que se representa para la Torre Oscura es de más de 914 m.[cita requerida]
En El Señor de los Anillos: el retorno del Rey puede verse Barad-dûr claramente desde la Puerta Negra de Mordor. Incluso con su tamaño gigantesco, dado que se encuentra localizada a unos 200 km al este de la Puerta, y detrás de los riscos montañosos de Udûn, los hombres de Aragorn no habrían podido verla desde allí. Además, se la muestra frente al Monte del Destino, pero en los mapas de la Tierra Media dibujados por Tolkien puede apreciarse que desde la Puerta Negra Barad-dûr estaría más bien detrás del Monte. Aparentemente, en las películas la geografía de Mordor y de la Tierra Media en general parece haber sido «comprimida» por razones artísticas, quizá relacionadas con la representación de unas historias tan complejas en un medio visual. En el caso de la escena de la Puerta Negra, el tener Barad-dûr visible desde la Puerta implicaba que el ejército de Gondor pudiera ver el Ojo de Sauron observándolos. El motivo para esta necesidad es la supresión de la escena «Aragorn contra Sauron». En un principio iba a ser vista una «luz centelleante» y Aragorn iba a ver a Annatar transformarse en Sauron y atacar. Sin embargo, el equipo de la trilogía decidió que esto se desviaba demasiado de los libros, por lo que lo que finalmente se representó fue una suerte de «lucha de miradas» entre Aragorn y el Ojo de Sauron.[cita requerida] Otra escena suprimida de la edición extendida de El Señor de los Anillos: el retorno del Rey parece reforzar esta idea, pues en ella se ve a Sauron sobre su torre siendo observado fugazmente por Aragorn.